# 61 км (колійний пост)
61 кіломе́тр — залізничний колійний пост Знам'янської дирекції Одеської залізниці.
Розташований за кількасот метрів від села Покровка Компаніївський район Кіровоградської області на лінії Висоцьке — Тимкове між станціями Осикувата (14 км) та Бобринець (11 км).
Станом на січень 2020 року щодня дві пари дизель-потягів прямують за напрямком Знам'янка/Долинська — Помічна, проте не зупиняються.